# 帕蘭基
49°51′19″N 23°53′8″E / 49.85528°N 23.88556°E
帕蘭基（烏克蘭語：Паланки），是烏克蘭的村落，位於該國西部利沃夫州，由亞沃里夫區負責管轄，始建於1240年，面積0.14平方公里，2021年人口278，人口密度每平方公里1,971.63人。